# Acer olivaceum
Acer olivaceum é uma espécie de árvore do gênero Acer, pertencente à família Aceraceae.